# Константинов, Борис Михайлович
Борис Михайлович Константинов (28 апреля 1923 года, Нежин, Черниговская губерния, УССР, СССР — 21 апреля 1987 года, Москва, Россия) — советский военный деятель, генерал-лейтенант (1971), Заслуженный военный летчик СССР (1968).

## Биография
Родился 28 апреля 1923 года в городе Нежин, где проходил военную службу в должности начальника 2-й воздухоплавательной базы Украинского военного округа его отец Михаил Петрович Константинов.
В 1940 году после окончания 9-ти классов средней школы Борис Константинов поступил Борисоглебскую военную авиационную школу пилотов им. В. П. Чкалова и после её окончания направлен пилотом в 16-й истребительный авиационный полк ПВО 24-й истребительной авиадивизии ПВО ВВС Московского военного округа.
С началом Великой Отечественной войны младший лейтенант Константинов вместе со своим полком в составе 6-го иак ПВО Московской зоны ПВО вступил в боевые действия против фашистской Германии на самолётах МиГ-3 и И-16. Осуществлял прикрытие города и военных объектов Москвы с воздуха, помимо выполнения задач ПВО вылетал на прикрытие своих войск, штурмовку войск противника, действуя в интересах командования наземных фронтов. В начале 1942 года лейтенант Константинов был переведён в 11-й истребительный авиационный полк ПВО 6-го иак ПВО, где за короткое время освоил пилотирование на новом самолёте Як-1. В боях на подступах к Москве совершил 75 боевых вылетов и лично сбил 2 самолёта противника, за что был награждён орденом Красного Знамени. Член ВКП(б) с 1942 года. В начале 1943 года, после окончания Липецких высших авиационных курсов усовершенствования лётного состава был назначен командиром звена 11-й истребительный авиационный полк ПВО 6-го иак ПВО. После перевода в 429-й истребительный авиационный полк ПВО того же корпуса продолжил в нём службу на должности командира эскадрильи. В дальнейшем проходил службу в должности — инспектора по технике пилотирования 320-й, а затем 317-й истребительных авиационных дивизий ПВО 1-й воздушной истребительной армии ПВО Московского фронта ПВО. В конце 1943 года Константинов был переведён на должность заместителя командира эскадрильи 1-го транспортного авиационного полка 2-й авиационной дивизии особого назначения. Принимал участие в перевозке руководящего и личного состава Вооруженных Сил, в составе полка выполнял задания Ставки Верховного Главнокомандования и командования ВВС КА по перевозке руководителей партии, правительства и Красной Армии, по перебазированию частей и соединений ВВС, по выброске парашютных десантов, парашютистов в глубокий тыл противника, по доставке боеприпасов партизанам, перевозке грузов различного назначения. В феврале 1945 года в качестве командира военно-транспортного самолёта Ли-2 совершал полеты связанные с подготовкой и обеспечением проведения Ялтинской (Крымской) конференции союзных держав, за что Указом Президиума Верховного Совета от 24 февраля 1945 года был награждён орденом Отечественной войны I степени.
По завершении войны капитан Константинов продолжил службу в ВВС, прошёл обучение и окончил Краснознамённую Военно-воздушную академию. В 1950 году был назначен командиром 197-го гвардейского транспортно-десантного Сталинского Краснознамённого авиационного полка 24-й воздушной армии Группы советских оккупационных войск в Германии. В 1952 году назначен командиром 229-го транспортного авиационного полка 4-й авиационной дивизии Особого назначения. В 1956 году полковник Константинов назначен заместителем командира по лётной подготовке 2-й авиационной дивизии особого назначения, с 1958 года занимал должность первого заместителя командира, а с 1959 года становится командиром этой дивизии. В 1960 году дивизия была свернута в 10-ю отдельную Краснознаменную авиационную бригаду особого назначения (ОКАБОН) под командованием Константинова, и перебазирована из ставшего гражданским аэропорта Шереметьево на военный аэродром Чкаловский. В 1965 году генерал-майор авиации Константинов зачислен в Военную академию Генерального штаба Вооружённых Сил СССР. В 1967 году после окончания академии поступил в распоряжение главнокомандующего Военно-воздушными силами. В 1968 году вновь назначается командиром 10-й отдельной Краснознаменной АБОН. В 1970 году назначен заместителем командующего Военно-транспортной авиации ВВС СССР. В 1977 году в качестве главного военного консультанта принимал участие в создании популярного советского фильма «В зоне особого внимания», вышедшего на киностудии «Мосфильм». В июле 1978 года генерал-лейтенант Константинов уволен с военной службы в запас.
Умер 21 апреля 1997 года, похоронен на Новодевичьем кладбище в Москве.

## Награды
СССР
- два ордена Красного Знамени (27.08.1942[4], 22.02.1968);
- два ордена Отечественной войны I степени (24.02.1945[5], 06.04.1985[6]);
- три ордена Красной Звезды (1955, 30.12.1956[7], 1957);
- орден «За службу Родине в Вооружённых Силах СССР» III степени (30.04.1975);
  - Медали в том числе:
  - «За боевые заслуги» (15.11.1950[7]);
  - «За оборону Москвы»;
  - «За победу над Германией в Великой Отечественной войне 1941—1945 гг.»;
  - «За взятие Кёнигсберга»;
  - «За взятие Берлина»;
  - «Ветеран Вооружённых Сил СССР»;
  - «За безупречную службу» 1-й степени
- Заслуженный военный летчик СССР (16.08.1968)

Других стран
 МНР:
- медаль «50 лет Монгольской Народной Революции» (16.12.1971)